# 王建民 (中将)
王建民（1951年11月2日—），甘肃庆阳人。原中国人民解放军中将。曾任兰州军区副政委。
甘肃广播电视大学汉语言文学专业大专学历。1990年9月-1992年9月任兰州军区政治部副秘书长，1993年1月-1998年5月任兰州军区政治部宣传部部长，1998年4月任新疆军区第11师政委，1999年7月任南疆军区政治部主任，2003年6月任新疆军区政治部主任，2003年12月任新疆军区副政委兼纪委书记，2005年5月任兰州军区政治部副主任。2009年12月任新疆军区政委。2011年6月晋升中将军衔。是第十一届全国人大代表。2013年7月，升任兰州军区副政委。2014年12月到龄退役。